# Esa Kaitila
Esa Heikki Kaitila (né le 22 avril 1909 à Viipuri et mort le 18 juin 1975 à Helsinki) est un professeur et homme politique finlandais,,. 

## Biographie
Esa Kaitila soutient sa thèse de doctorat en 1950.
Pendant ses études, il est membre de la Société académique de Carélie.
À l'École supérieure de commerce de l'université Aalto, il est enseignant d'économie  de 1939 à 1945, professeur d'économie de 1946 à 1975.
À l'Université d'Helsinki, il est professeur d'économie de 1945 à 1957 et de 1962 à 1975.
À l'école supérieure de commerce de Turku, il est professeur d'économie d'entreprise de 1950 à 1957, professeur de 1958 à 1960, vice-recteur de 1950 à 1953 et professeur assistant d'économie à la faculté de droit de l'Université d'Helsinki de 1957 à 1962.

## Carrière politique
Esa Kaitila est député de la circonscription d'Uusimaa du 21 juillet 1951 au 28 mars 1954 et de la circonscription d'Helsinki du 29 mars 1954 au 4 avril 1966.
Esa Kaitila est Vice-Premier ministre de Finlande du gouvernement Sukselainen I (2 juillet 1957–2 septembre 1957), ministre des Affaires sociales du gouvernement Tuomioja (17.11.1953–04.05.1954) et ministre des Finances du gouvernement Virolainen (12 septembre 1964–26 mai 1966).
Il est aussi vice-ministre des Finances du gouvernement Tuomioja (17 novembre 1953–4 mai 1954) et ministre des Affaires économiques du gouvernement Sukselainen I (27 mai 1957–28 novembre 1957),.
Il est aussi directeur général du Trésor public (1962-1972), rédacteur en chef de Teollisuuslehti (1945-1954) et est électeur présidentiel à trois reprises aux élections présidentielles (fi) de 1950, 1956 et 1962.